# Krak

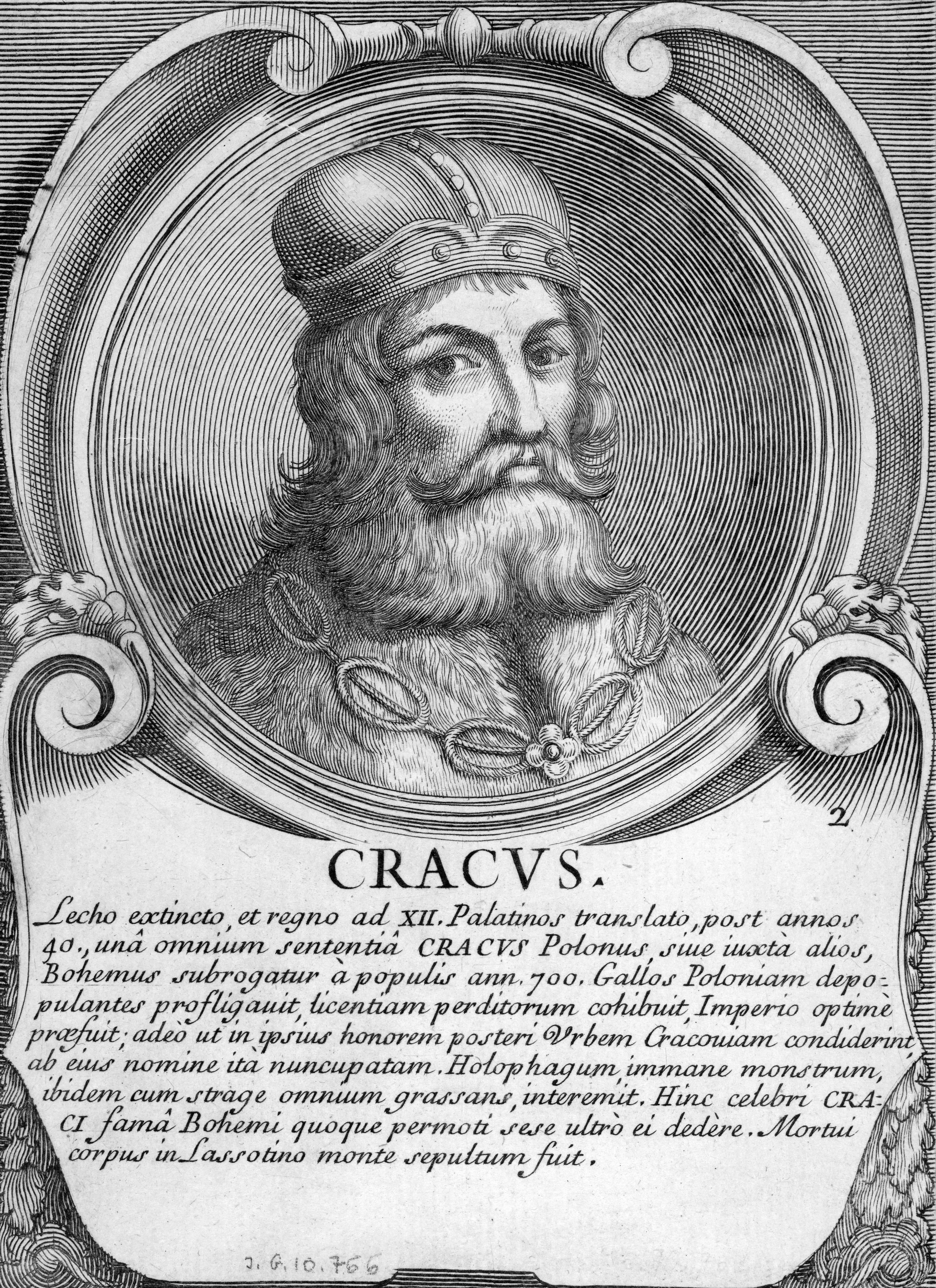
Krak I

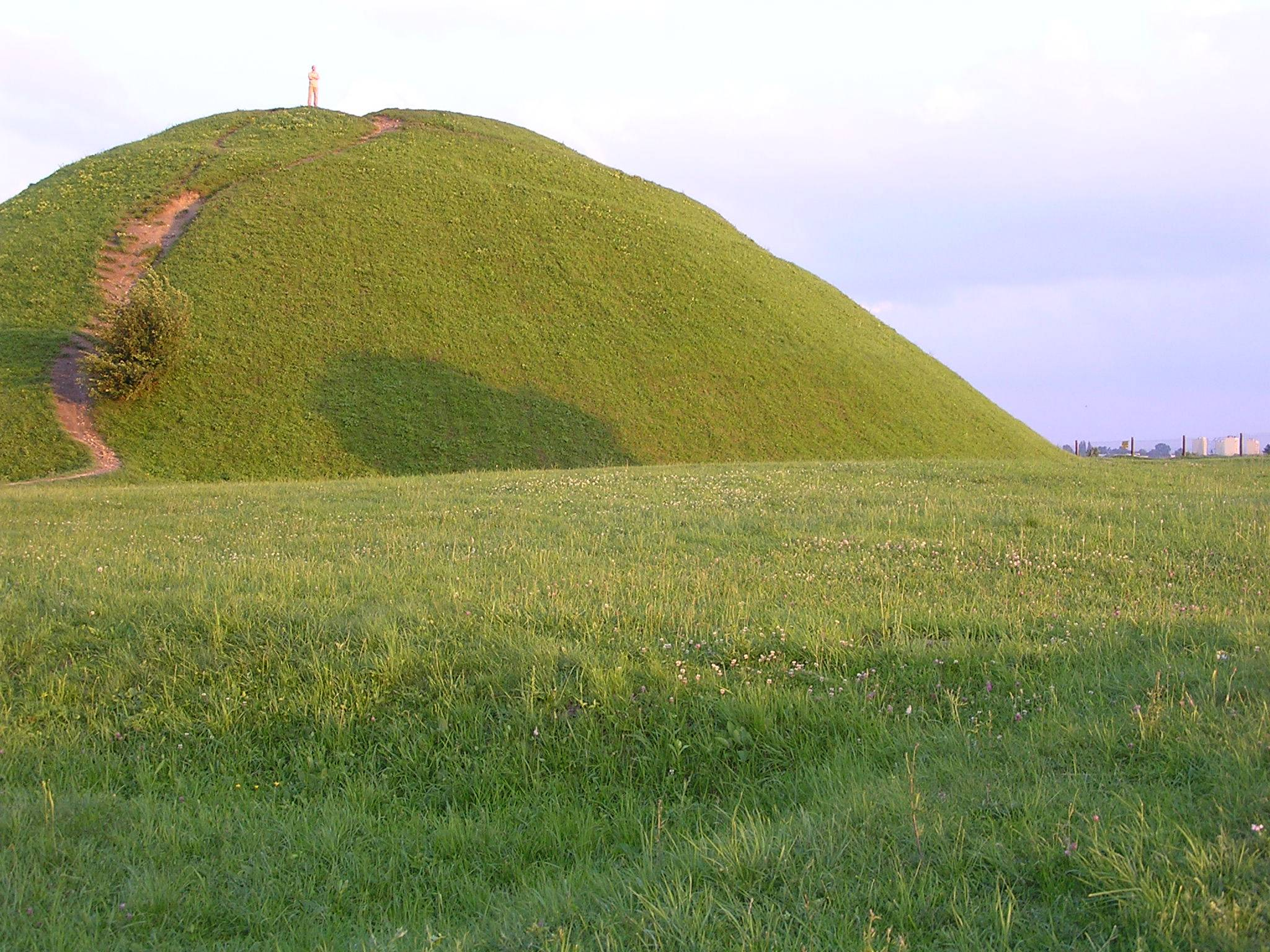
Kopiec Krakusa

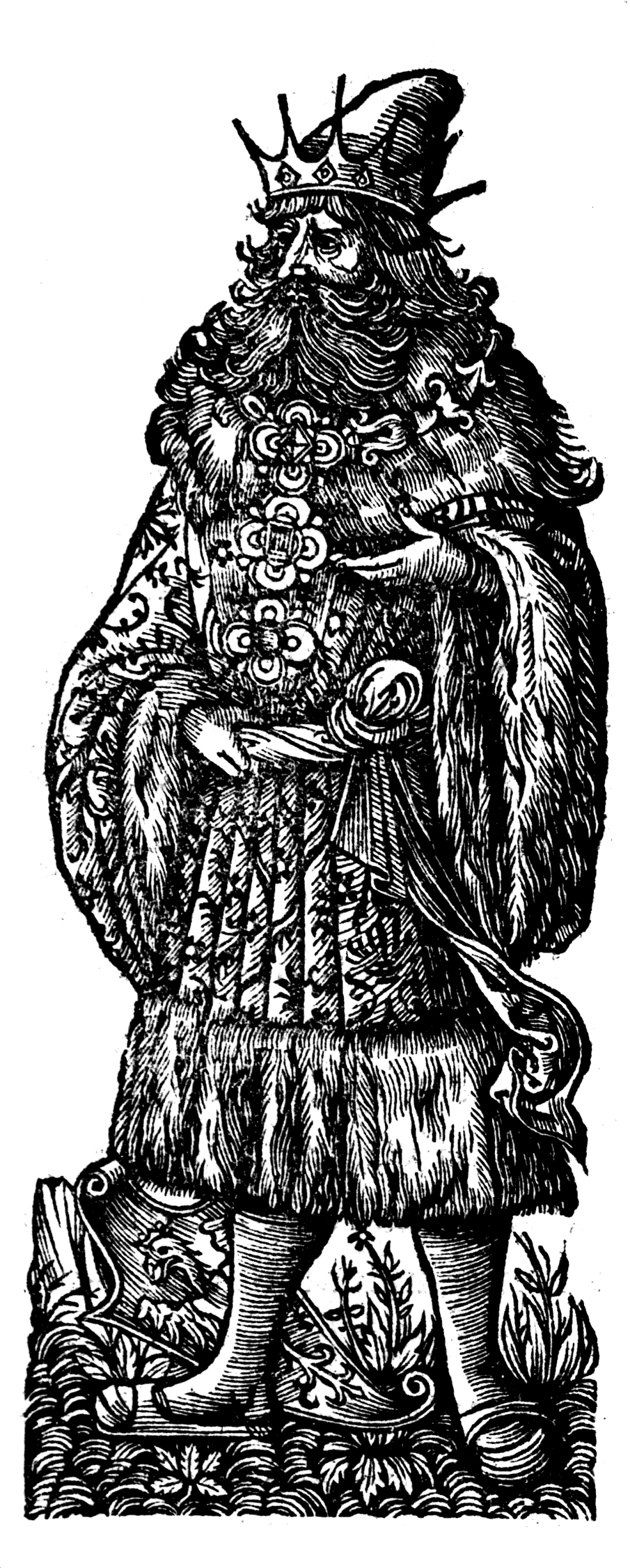
Krakus drzeworyt z Kroniki Macieja Miechowity

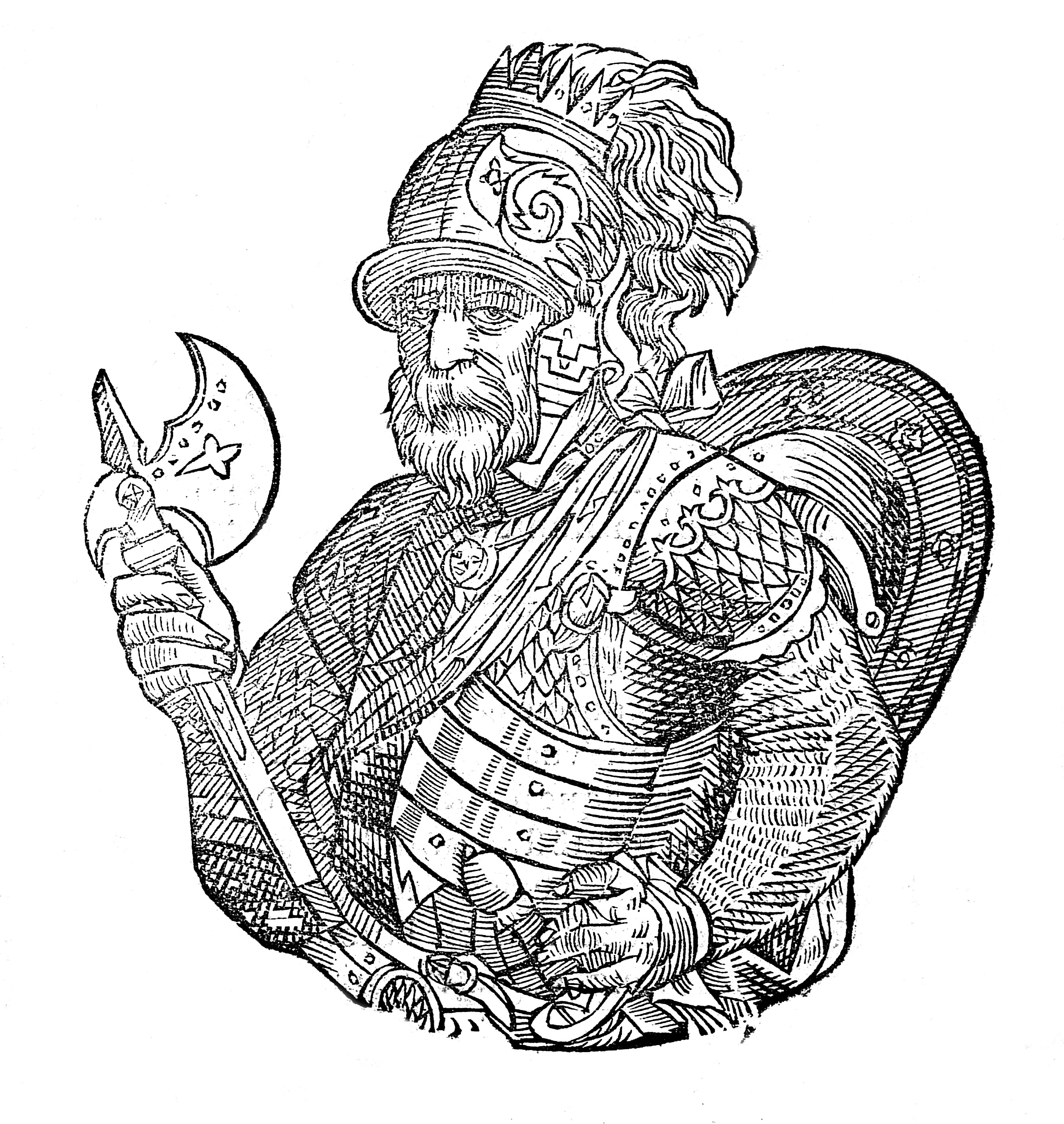
Alessandro Guagnini, Sarmatiae Europeae descriptio, Spira, 1581

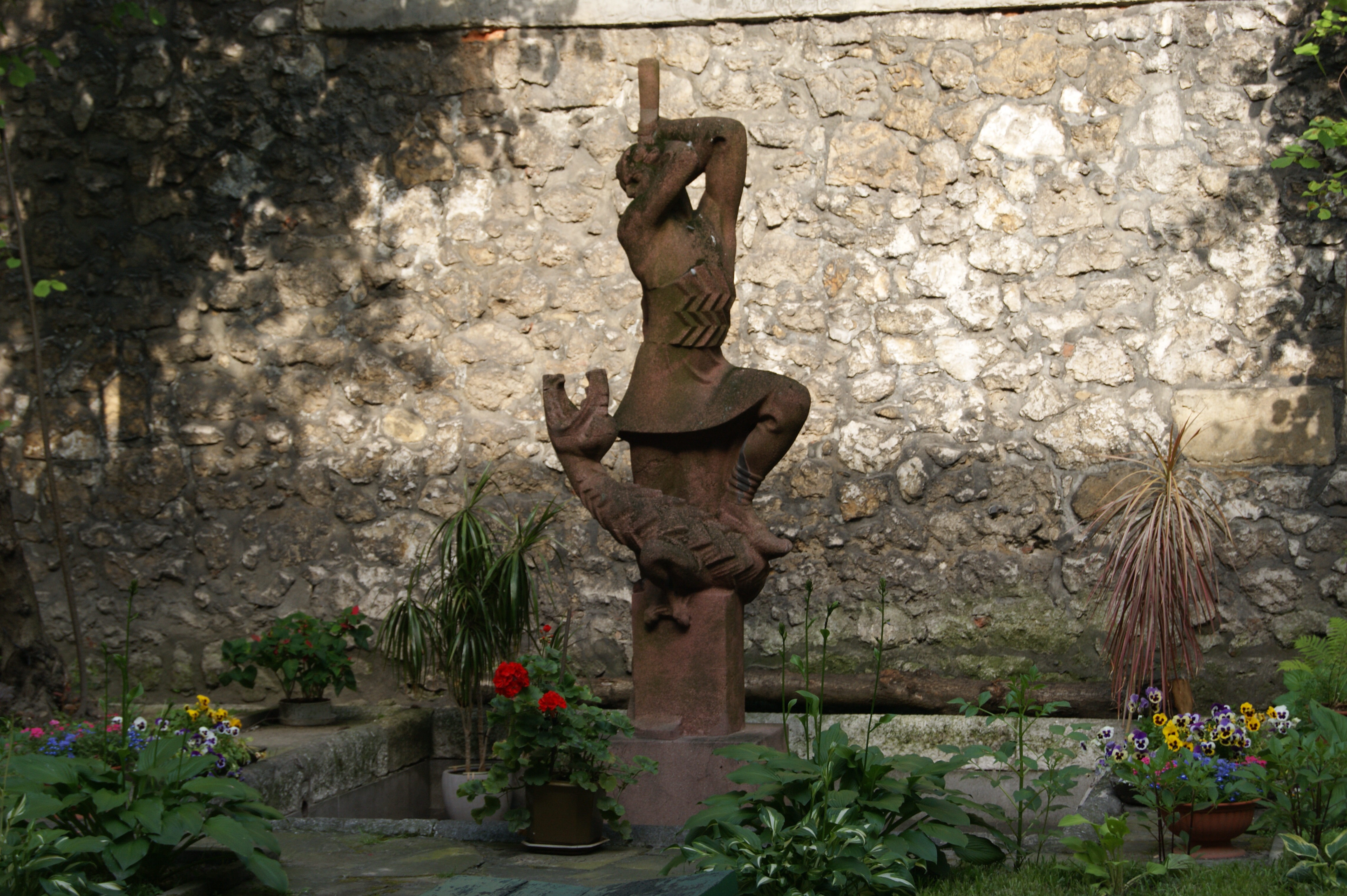
Pomnik Kraka w Krakowie

Krak I (Krakus lub Gracchus) – legendarny władca Polaków, założyciel Krakowa. Według Kadłubka, którego świadectwo jest najstarsze, miał być jednym z książąt czy namiestników Polaków walczących z Galami w Panonii lub Karyntii (kronikarz nie stwierdza tego wprost), po czym został wybrany królem i dał początek zorganizowanemu państwu polskiemu.

## Legendy
Po powrocie na ziemie polskie został królem. Miał dwóch synów: (Kraka II, Lecha II) oraz jedną córkę, Wandę. Jego synowie mieli zabić groźnego smoka wawelskiego, a jeden z nich przez zawiść zabił brata. Inna legenda podaje, że sam Krak był pogromcą smoka. Córka stała się bohaterką legendy „O Wandzie, która nie chciała Niemca”.
Z opisem pogrzebu Kraka łączy się wzmianka o założeniu Krakowa. Podanie o Kraku przypomina nieco podanie o czeskim Kroku, a motyw walki ze smokiem został prawdopodobnie zaczerpnięty z legendy o świętym Jerzym lub mitu o walce Peruna ze Żmijem, legenda zawiera ślady wydarzeń VII- i VIII-wiecznych. Po śmierci Kraka usypano mu kopiec, gdzie według legend został pochowany. W czasie usypywania mieszkańcy Krakowa nosili ziemię w rękawach, stąd powstało święto Rękawki, a kopiec nazwano Kopcem Kraka lub Krakusa.
Kraka nazywano Smokobójcą.

## Z kroniki Mistrza Wincentego
Wykład o Kraku zaczyna się w Kronice Polski po zakończeniu wojny z Rzymianami, gdzie jest wspomniane, że Prapolacy (nazwa stworzona na potrzeby tego artykułu; u kronikarza nienazwany ogół słowiański) wybrali Kraka na księcia. Następnie Kadłubek opisuje w skrócie dzieje innego wielkiego plemienia, które jako jedyne mogło się wtedy mierzyć z Polakami – Gallów. Mieli oni w pewnym czasie wkroczyć do Panonii z czego dla mistrza Wincentego płynie oczywisty fakt walk Prapolaków z Gallami (Panonię uważano w średniowieczu za kolebkę Słowian ). Taki stan rzeczy miał wywołać wśród tych pierwszych tendencje odśrodkowe – pęd do władzy różnych jednostek. Dlatego też Krak, którego z niewiadomych przyczyn nie było wtedy na miejscu (Kadłubek pisze, że wrócił z Karyntii; możliwe, że przebywał tam na wyprawie wojennej), powróciwszy postanowił zebrać wszystkich na wiecu. Na zebraniu tym zdobył sobie zaufanie społeczeństwa (Kadłubek wkłada mu w usta słowa: „tym samym świat bez słońca – co państwo bez króla”), które ogłosiło go królem.
Wincenty Kadłubek zlatynizował imię Krak do formy „Gracchus” i pod takim też imieniem ta postać w jego kronice występuje. Niewątpliwie ma to swoje korzenie w chęci przyrównania Kraka do innego słynnego ustawodawcy i opiekuna obywateli Tyberiusza Gracchusa. Nie bez znaczenia może być też fakt, że pierwsze informacje o Kraku pojawiają się w kronice Kadłubka, kiedy opisuje on walki Polaków z Rzymianami. Mianowicie, gdy walki ustały, Prapolacy mieli zająć pewne miasta, w których następnie ustanowili namiestników. W tym samym czasie obrali także księcia, którym został właśnie Krak. Co jednak wynika z dalszego przebiegu opowiadania, nie równało się to nadrzędnej pozycji plemiennej – prawdopodobnie był jednym z namiestników. Stąd Krak został namiestnikiem najprawdopodobniej w jakimś rzymskim mieście. Inna rzecz wskazująca na łączność z Rzymem i Tyberiuszem Grakchem znajduje się w opisie pierwszych czynów Kraka, kiedy ogłoszono go królem. Prawo, które stworzył nowy król, Kadłubek ubrał w formy przejęte od Rzymian („Tak więc powstał zawiązek naszego prawa obywatelskiego i nastały jego narodziny”), zasady nowego prawa natomiast opierały się na zniesieniu niewoli i niesprawiedliwości (o co walczył wspomniany Tyberiusz Grakch) . W taki sposób kronikarz chciał dać Krakowi mocniejsze historyczne podstawy.
Kiedy działalność ustawodawcza została ukończona, Kadłubek pierwszy raz używa terminu „Polska”, którą Krak miał doprowadzić do „świetnego rozkwitu”. Rozkwit jednak nie trwał długo, ponieważ nowo stworzone państwo napotkało na swojej drodze nowy problem, w postaci potwora zwanego „całożercą”. Jak pisze mistrz Wincenty, miał on terroryzować poddanych Kraka żądaniem ofiary z bydła, którego dostaw wymagał co tydzień. Jeżeliby ofiara nie została dokonana, miał zjadać tylu ludzi, ile bydła miało być mu dostarczone. W takiej sytuacji Krak nasłał na potwora swoich synów, którzy po niepowodzeniach w otwartej walce uciekli się do podstępu. Podali „całożercy” jako zwyczajową ofiarę skóry bydlęce wypchane siarką, czym udusili potwora. Z tą historią jest powiązany wątek bratobójczy, który ostatecznie doprowadził do czasowego bezkrólewia w państwie Kraka. Mianowicie, gdy jego synowie uśmiercili potwora, młodszy z żądzy władzy miał się rzucić na starszego i go zabić, ojcu skłamał zaś, że to wina potwora. Po śmierci Kraka jego syn na krótko przejął panowanie. Szybko jednak odkryto mroczny sekret Kraka II i skazano go na banicję . Pomimo wszystko, miłość ludu do Kraka i jego rodu miała być tak wielka, że władzę wkrótce przyznano jego córce Wandzie. Przy okazji Kadłubek notuje, że ośrodkiem decyzyjnym w tej sprawie było zebranie „Senatu, możnych i całego ludu” .
W dowód uznania dla Kraka seniora po jego śmierci rozpoczęto budowę miasta na skale, w której mieszkał „całożerca”. Jak podaje Kadłubek, miasto nazwano Gracchovia (Kraków) i tak długo wypełniano obrzędy pogrzebowe po zmarłym królu, póki nie skończono ostatniego budynku. Mistrz Wincenty notuje też, że nazwę miasta Kraków niektórzy wywodzą od krakania kruków, które zleciały się, by żerować na ciele „całożercy”.

## Krak we współczesnej literaturze
Książę Krak jest jednym z bohaterów trylogii Stanisława Pagaczewskiego o przygodach Baltazara Gąbki: Porwanie Baltazara Gąbki, Misja profesora Gąbki, Gąbka i latające talerze.
Historia Kraka zainspirowała Stanisława Szukalskiego do napisania w 1937 roku dramatu Krak, syn Ludoli.